# Avelin
Avelin est une commune française située dans le département du Nord, en région Hauts-de-France.

## Géographie

### Localisation
Avelin se situe en Pévèle en Flandre romane, à 10 km au sud-est de Lille (15,2 km par la route).
| Templemars | Vendeville            | Fretin       |
| Seclin     | Avelin                | Ennevelin    |
| Attiches   | Tourmignies Mérignies | Pont-à-Marcq |

### Hydrographie

#### Réseau hydrographique
La commune est située dans le bassin Artois-Picardie. Elle est drainée par la Marque, la Prez et le Pont Thibault,,.
La Marque, d'une longueur de 32 km, prend sa source dans la commune de Thumeries et se jette  dans le canal de Roubaix à Wasquehal, après avoir traversé 25 communes. Les caractéristiques hydrologiques de la Marque sont données par la station hydrologique située sur la commune. Le débit moyen mensuel est de 0,226 m3/s. Le débit moyen journalier maximum est de 6,470 3 décembre 20 008,35 m3/s, atteint le même jour.

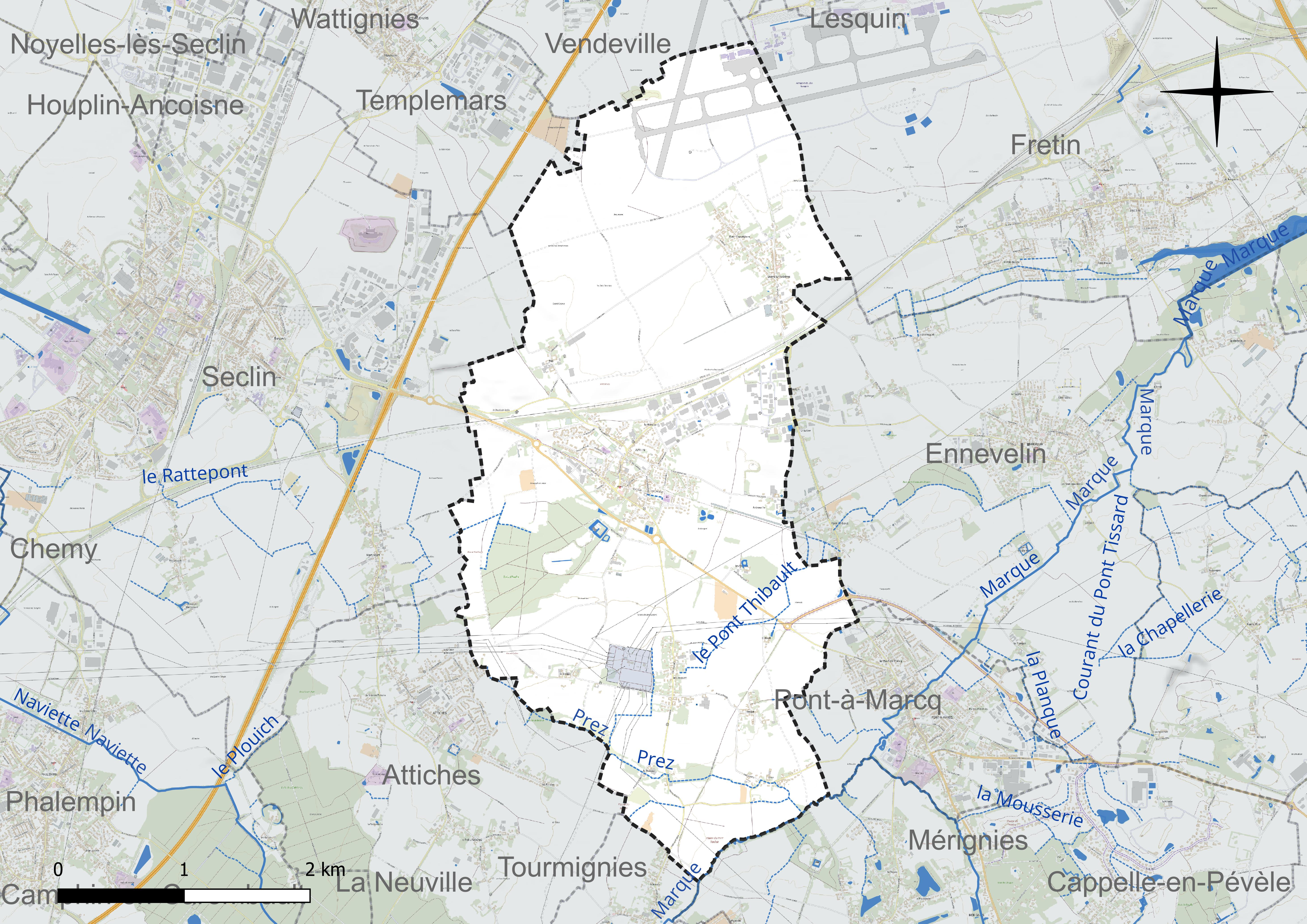
Réseau hydrographique d'Avelin.

#### Gestion et qualité des eaux
Le territoire communal est couvert par le schéma d'aménagement et de gestion des eaux (SAGE) « Marque Deûle ». Ce document de planification concerne un territoire de 1 120 km2 de superficie, délimité par les bassins versants de la Marque et de la Deûle, formant une vaste cuvette sédimentaire de 40 km de long et de 25 km de large, où la pente est très faible. Le périmètre a été arrêté le 2 décembre 2005 et le SAGE proprement dit a été approuvé le 9 mars 2020. La structure porteuse de l'élaboration et de la mise en œuvre est la Métropole européenne de Lille.
La qualité des cours d'eau peut être consultée sur un site dédié géré par les agences de l'eau et l'Agence française pour la biodiversité.

### Climat
Pour des articles plus généraux, voir Climat des Hauts-de-France et Climat du Nord.
En 2010, le climat de la commune est de type climat océanique dégradé des plaines du Centre et du Nord, selon une étude du CNRS s'appuyant sur une série de données couvrant la période 1971-2000. En 2020, Météo-France publie une typologie des climats de la France métropolitaine dans laquelle la commune est exposée à un climat océanique et est dans la région climatique Nord-est du bassin Parisien, caractérisée par un ensoleillement médiocre, une pluviométrie moyenne régulièrement répartie au cours de l'année et un hiver froid (3 °C).
Pour la période 1971-2000, la température annuelle moyenne est de 10,5 °C, avec une amplitude thermique annuelle de 14,5 °C. Le cumul annuel moyen de précipitations est de 682 mm, avec 12 jours de précipitations en janvier et 8,6 jours en juillet. Pour la période 1991-2020, la température moyenne annuelle observée sur la station météorologique la plus proche, située sur la commune de Lesquin à 6 km à vol d'oiseau, est de 11,3 °C et le cumul annuel moyen de précipitations est de 740,0 mm,. Pour l'avenir, les paramètres climatiques de la commune estimés pour 2050 selon différents scénarios d'émission de gaz à effet de serre sont consultables sur un site dédié publié par Météo-France en novembre 2022.

## Urbanisme

### Typologie
Au 1er janvier 2024, Avelin est catégorisée bourg rural, selon la nouvelle grille communale de densité à sept niveaux définie par l'Insee en 2022.
Elle appartient à l'unité urbaine de Lille (partie française), une agglomération internationale regroupant 60  communes, dont elle est une commune de la banlieue,,. Par ailleurs la commune fait partie de l'aire d'attraction de Lille (partie française), dont elle est une commune de la couronne,. Cette aire, qui regroupe 201 communes, est catégorisée dans les aires de 700 000 habitants ou plus (hors Paris),.

### Occupation des sols
L'occupation des sols de la commune, telle qu'elle ressort de la base de données européenne d'occupation biophysique des sols Corine Land Cover (CLC), est marquée par l'importance des territoires agricoles (76,9 % en 2018), en diminution par rapport à 1990 (81,8 %). La répartition détaillée en 2018 est la suivante : terres arables (70,4 %), zones industrielles ou commerciales et réseaux de communication (11,4 %), zones urbanisées (7 %), zones agricoles hétérogènes (6,5 %), forêts (4,6 %). L'évolution de l'occupation des sols de la commune et de ses infrastructures peut être observée sur les différentes représentations cartographiques du territoire : la carte de Cassini (XVIIIe siècle), la carte d'état-major (1820-1866) et les cartes ou photos aériennes de l'IGN pour la période actuelle (1950 à aujourd'hui).

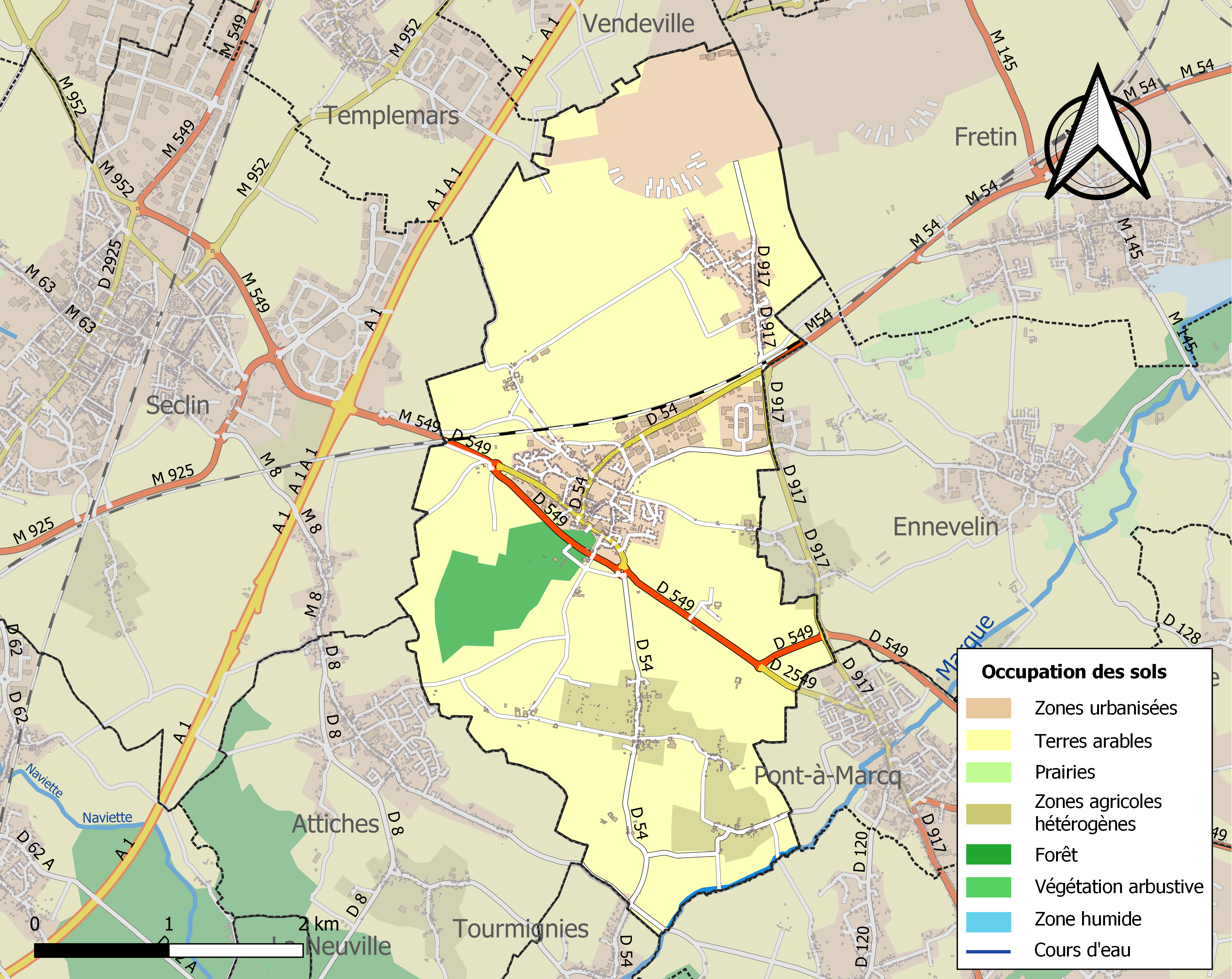
Carte des infrastructures et de l'occupation des sols de la commune en 2018 (CLC).

## Histoire

### Avant la Révolution française
Un fait divers du XVIe siècle illustre les mœurs de l'époque et les relations parfois conflictuelles entre communes voisines, liées à l'attachement à son village ou hameau. Un dimanche de juillet 1580, une querelle oppose un habitant d'Avelin et un habitant du hameau d'Ennetières-les-Avelin. Les  résidents des deux villages se portent au secours de leur voisin respectif sans même savoir de quoi il retourne, la solidarité de clocher joue avant tout. L'affaire se termine par un homicide perpétué par un habitant d'Ennetières, Jean de Vendeville, sur un Avelinois, Thomas Mauroit. Le meurtrier qui risque la peine de mort, s'enfuit, mais bénéficiant d'une réputation de personne sans histoires, de bon chrétien, ayant fait amende honorable auprès de la famille du tué, il va finalement obtenir un acquittement sur le plan pénal, avec condamnation au civil (versement d'indemnité à la famille, d'une amende aux autorités, paiement des frais de justice).
Avant la Révolution française, Avelin est le siège de plusieurs fiefs donnant à leur possesseur le titre de seigneur. Le principal fief est constitué par la seigneurie d'Avelin proprement dite.
Les descendants de Guillaume Hangouart, anobli le 14 octobre 1555 par lettres prises à Bruxelles, membre d'une famille bourgeoise lilloise, sont créés barons d'Avelin en 1664, puis comtes d'Avelin en 1696, jusqu'au Hangouart fait marquis d'Avelin en 1703. La famille s'éteint sans postérité au début du XIXe siècle. Elle avait pour armes « De sable à l'aigle d'argent membré d'or, timbré sur le casque de deux cornes de bœuf de sable », avec pour support deux lions d'or. Une variante ces armes est : « De sable à l'aigle éployé d'argent lampassé membré et becqué d'or ».
Le 1er août 1664, par lettres du roi d'Espagne Philippe IV données à Madrid, est érigée en baronnie la terre et seigneurie d'Avelin et ses dépendances de La Madeleine, la mairie de Gondecourt et la seigneurie du Plouich, au profit de Michel de Hangouart, chevalier, grand bailli de Wavrin, à cause des bons et loyaux services rendus par différents membres de sa famille, notamment Gérard Hangouart, tué à la bataille de Nancy en 1477 (mort du duc de Bourgogne Charles le Téméraire), Guillaume Hangouart, président du conseil provincial d'Artois, Walerand Hangouart aumônier de Charles V (Charles Quint), l'a suivi et servi lors de ses voyages, doyen de la collégiale Saint-Pierre de Lille, prévôt de l'église Saint-Amé de Douai, de l'église Saint-Barthélemy de Béthune. Michel Hangouart a été pendant 50 ans un des quatre baillis de Lille, Douai, Orchies. Lors de la reddition de Lille (Siège de Lille (1667), il a été un des premiers à servir la France, et a rendu de grands services lors des sièges et combats qui ont suivi en fournissant pionniers, chariots et chevaux pour l'artillerie.
Des lettres données à Versailles en juillet 1696 donnent à Barthélémy-François Hangouart, baron d'Avelin, seigneur de Saint marc, Autreuil, un des baillis de la châtellenie de Lille, Douai, Orchies, le titre de comte d'Hnagouart. Il est autorisé à surmonter ses armes d'une couronne de marquis. Son grand-père Barthélémy Hangouart seigneur d'Elcourt a servi les souverains des pays de Flandre. Bathélémy-François s'est allié noblement à la fille du sieur Vichte, vicomte d'Erbodeghem, une des plus anciennes familles de Flandre et a rendu de nombreux services pendant les dernières campagnes militaires.
En juin 1703, sont données des lettres, enregistrées le 25 octobre 1706, qui créent le titre de marquis d'Avelin pour  Barthélémi-François d'Hangouart, comte d'Avelin, seigneur de Seclin, et Antoine-Félix d'Hangouart, son fils cadet. Ils peuvent appliquer le titre de marquis à la terre de leur choix et si Antoine-Félix meurt sans héritier mâle, le titre doit retourner à Charles-Philippe d'Hangouart, son frère aîné et aux aînés de ses descendants mâles.
Vers 1750, Antoine-Joseph-François d'Hangouart, époux de Marie-Anne-Françoise de Preudhomme d'Hailly, est baron d'Avelin. Leur fille Ferdinnade-Joséphine-Léon-Colette, née en 1754, épouse Jean-Baptiste-Joseph Petitpas (1750-1783), chevalier, seigneur de Belleghem. Ces derniers vont être les beaux-parents de Valentin Charles Hubert Malet de Coupigny, député, maire de Fiefs, décédé dans son château d'Avelin.
Parmi les fiefs secondaires situés sur Avelin, la terre de Warenghien donnait à ses détenteurs le titre de seigneur. Il en va de même pour la terre du Petit Vendeville.
En 1765, Philippe-Joseph Desbuissons détient la terre de Warenghien. Il la vend le 15 mars 1765 à un membre de la famille Ghesquière, appartenant à la noblesse (écuyers pour la plupart), bourgeois et notables de Lille, seigneurs de Nieppe, Stradin (sur Houthem), etc..
François-Michel Ghesquière (1717-1792), fils de Pierre Ghesquière II, conseiller secrétaire du roi en la chancellerie du Parlement de Flandres, anobli écuyer, bourgeois et échevin de Lille, et de Marie Le Blanc, est seigneur de Stradin, Nieppe, après son frère Ignace-François Warenghien. Il nait à Lille en juin 1717 (baptisé le 11 juin 1717), écuyer, il accède à la bourgeoisie de Lille le 19 décembre 1753, passe échevin de la ville de 1753 à 1756 et en 1762, puis trésorier héréditaire de la ville de Lille, administrateur de la charité générale de la ville, marguillier de la paroisse de La Madeleine de Lille. Il achète la seigneurie de Warenghien, située à Avelin, et rapportant des droits seigneuriaux en nature et/ou en équivalent argent, le 15 mars 1765, à Philippe Desbuissons, et en verse le relief en mai 1765. Le 14 janvier 1773, il paye le relief de la seigneurie de Nieppe. Il meurt le 10 avril 1792, à 75 ans. Il laisse un manuscrit, détenu en 1884 par sa petite-fille Adélaïde- Marie-Joseph, épouse Watelet de Messange, orné de gravures, contant l'histoire de l'église de La Madeleine de Lille, publié peu avant 1884 par Mr de Ternas. Il épouse, après contrat du 9 novembre 1752, Marie-Claire Chappuzeau de Beaugé (1724-1765), née à Dijon le 13 octobre 1724, fille de Paulin Louis, écuyer, procureur général des fermes du roi à Dijon et de feue Marie Thérèse Breckevelt de La Haye. Elle meurt le 3 avril 1765, et est inhumée dans l'église de La Madeleine.
Michel-Antoine-Joseph Ghesquière (1755-1788), fils de François-Michel Ghesquière, succède à son père dans la seigneurie de Waringhien. Écuyer, il effectue une carrière militaire : capitaine d'infanterie, enseigne aux Gardes Wallonnes en 1774, puis deuxième lieutenant de grenadiers des Gardes Wallonnes de Rosquinet. Il rentre d'Espagne en 1782, est nommé lieutenant-colonel au régiment de Royale Navarre. Jumeau de Jean Marie Joseph Ghesquière, seigneur de Millécamps sur Lys-les-Lannoy, né à Lille en septembre 1755 (baptisé le 25 septembre 1755), il meurt sans alliances à Lille à l'âge de 33 ans le 3 octobre 1788.
Au milieu du XVIIIe siècle, Pierre Castelain, seigneur du Petit Vendeville, est conseiller procureur du roi à la maîtrise des eaux et forêts. Il a pris pour femme Marie-Jacqueline-Madeleine Vanutberghe.
Louis-Joseph Castelain (1738-1827), fils de Pierre, est seigneur du Petit Vendeville. Né à Lille La Madeleine en septembre 1738 (baptisé le 24 septembre 1738), il devient bourgeois de Lille le 1er juin 1724, est créé trésorier de France au bureau des finances de la généralité de Lille le 28 juillet 1761, passe greffier du même bureau le 31 décembre 1766, est nommé conseiller secrétaire du roi le 26 juillet 1786. Il meurt en 1827, à l'âge de 89 ans. Il épouse à Lille le 24 août 1761, Marie-Louise-Joseph de Fontaine (1730-1792), née à Lille en juin 1730 (baptisé le 2 juin 1730), morte en 1792. Elle était la fille de Gilles de Fontaine, écuyer, seigneur des Sarteaux, Liévin, Santes, bourgeois de Lille, licencié en droit, échevin de Lille , syndic de Lille et de Marie-Barbe-Joseph Marissal.

### Depuis la Révolution française
Le dernier représentant mâle de la famille Hangouart, seigneurs d'Avelin avant 1789, meurt à la bataille d'Iéna en 1806. Il était le fils de François-Augustin-Anne-Hubert, dernier marquis d'Hangouart et baron d'Avelin.

### Situation administrative

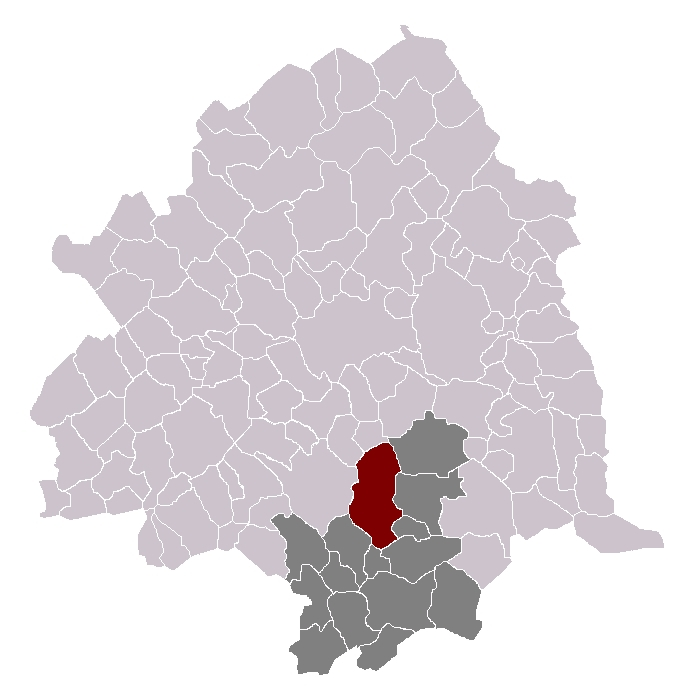
Avelin dans son canton et son arrondissement.

## Politique et administration

### Liste des maires
Maire de 1802 à 1808 : Brunel, membre du conseil d'arrondissement de Lille quitté lors de sa nomination comme maire,.

## Population et société

### Démographie

#### Évolution démographique
L'évolution du nombre d'habitants est connue à travers les recensements de la population effectués dans la commune depuis 1793. Pour les communes de moins de 10 000 habitants, une enquête de recensement portant sur toute la population est réalisée tous les cinq ans, les populations de référence des années intermédiaires étant quant à elles estimées par interpolation ou extrapolation. Pour la commune, le premier recensement exhaustif entrant dans le cadre du nouveau dispositif a été réalisé en 2005.

En 2022, la commune comptait 2 575 habitants, en évolution de −4,77 % par rapport à 2016 (Nord : +0,51 %, France hors Mayotte : +2,11 %).
| 1793  | 1800  | 1806  | 1821  | 1831  | 1836  | 1841  | 1846  | 1851  |
| ----- | ----- | ----- | ----- | ----- | ----- | ----- | ----- | ----- |
| 1 323 | 1 275 | 1 526 | 1 599 | 1 570 | 1 649 | 1 682 | 1 762 | 1 764 |

| 1856  | 1861  | 1866  | 1872  | 1876  | 1881  | 1886  | 1891  | 1896  |
| ----- | ----- | ----- | ----- | ----- | ----- | ----- | ----- | ----- |
| 1 721 | 1 728 | 1 706 | 1 687 | 1 613 | 1 586 | 1 572 | 1 548 | 1 514 |

| 1901  | 1906  | 1911  | 1921  | 1926  | 1931  | 1936  | 1946  | 1954  |
| ----- | ----- | ----- | ----- | ----- | ----- | ----- | ----- | ----- |
| 1 511 | 1 509 | 1 387 | 1 322 | 1 366 | 1 370 | 1 368 | 1 348 | 1 391 |

| 1962  | 1968  | 1975  | 1982  | 1990  | 1999  | 2005  | 2006  | 2010  |
| ----- | ----- | ----- | ----- | ----- | ----- | ----- | ----- | ----- |
| 1 391 | 1 306 | 1 292 | 1 817 | 2 317 | 2 304 | 2 402 | 2 451 | 2 559 |

| 2015  | 2020  | 2022  | - | - | - | - | - | - |
| ----- | ----- | ----- | - | - | - | - | - | - |
| 2 704 | 2 616 | 2 575 | - | - | - | - | - | - |

#### Pyramide des âges
La population de la commune est relativement jeune.
En 2018, le taux de personnes d'un âge inférieur à 30 ans s'élève à 31,5 %, soit en dessous de la moyenne départementale (39,5 %). À l'inverse, le taux de personnes d'âge supérieur à 60 ans est de 27,3 % la même année, alors qu'il est de 22,5 % au niveau départemental.
En 2018, la commune comptait 1 321 hommes pour 1 345 femmes, soit un taux de 50,45 % de femmes, légèrement inférieur au taux départemental (51,77 %).
Les pyramides des âges de la commune et du département s'établissent comme suit.
| Hommes | Classe d’âge | Femmes |
| ------ | ------------ | ------ |
| 0,8    | 90 ou +      | 0,5    |
| 5,6    | 75-89 ans    | 6,5    |
| 20,1   | 60-74 ans    | 21,1   |
| 22,0   | 45-59 ans    | 23,3   |
| 17,1   | 30-44 ans    | 19,9   |
| 13,9   | 15-29 ans    | 12,8   |
| 20,5   | 0-14 ans     | 16,0   |

| Hommes | Classe d’âge | Femmes |
| ------ | ------------ | ------ |
| 0,5    | 90 ou +      | 1,4    |
| 5,3    | 75-89 ans    | 8,1    |
| 14,8   | 60-74 ans    | 16,2   |
| 19,1   | 45-59 ans    | 18,4   |
| 19,5   | 30-44 ans    | 18,7   |
| 20,7   | 15-29 ans    | 19,1   |
| 20,2   | 0-14 ans     | 18     |

### Enseignement
Avelin fait partie de l'académie de Lille.

## Économie
Avelin présente une particularité pour une localité située à cette latitude : on y cultive la vigne, plus précisément 23 hectares de cassissiers, destinés à réaliser une crème de cassis « Philippe de Bourgogne ». L'exploitation appartient à un descendant des barons des Rotours, longtemps possesseurs du château d'Avelin et maires successifs de la commune pendant un demi-siècle au XIXe siècle. Les vendanges des fruits arrivés à maturité demeurent une exception pour le Pévèle.

## Culture locale et patrimoine

### Lieux et monuments

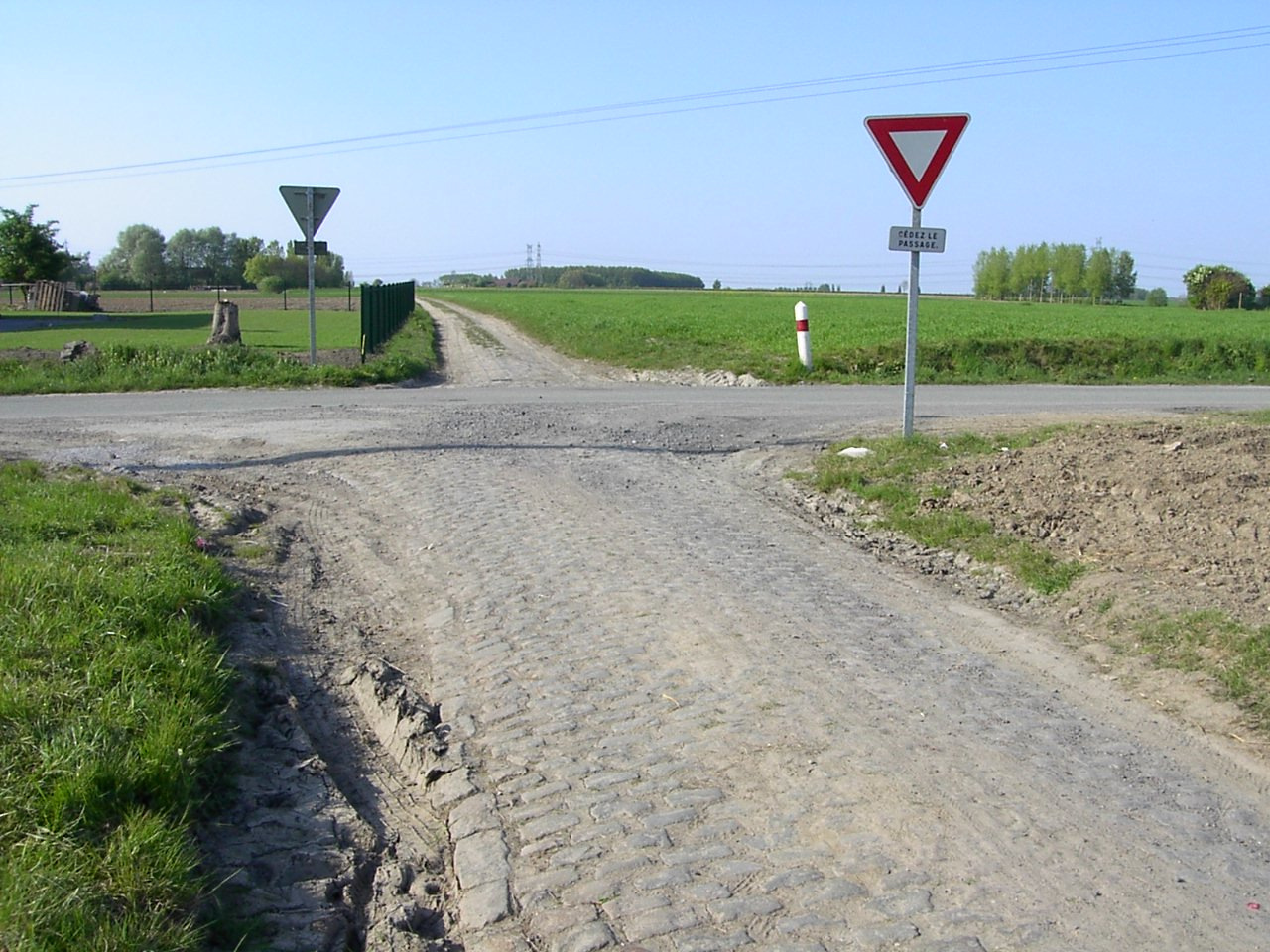
Secteur pavé de Mérignies à Avelin.

- Le château d'Avelin : une maison seigneuriale est signalée sur le site en 1535. Achetée en 1661 par Michel d'Hangouart, seigneur d'Avelin, elle est transformée en château entre 1661 et 1670. Remanié en 1777, détruit pendant la révolution de 1789, il est reconstruit en 1835 par l'architecte Charles Benvignat, à la demande du marquis Malet de Coupigny marié à l'héritière de la famille Hangouart. En 1844, le baron Alexandre des Rotours le rachète. La famille le garde jusqu'en 1986, année où le château est légué à l'Institut Pasteur. Le projet n'aboutit pas et la propriété retourne à l'héritier du dernier baron des Rotours, membre de la famille De La Doucette[46]. Le château est privé, diverses activités y sont organisées : visites, expositions, location pour cérémonies (mariage...), dégustation de vins[47].
- L'église Saint-Quentin, conçue en 1853 et construite en 1856-1858 par Charles Leroy, célèbre architecte lillois auteur de nombreuses réalisations dans la métropole lilloise et dont la cathédrale Notre-Dame de la Treille reste le chef-d'œuvre incontesté.
- La Maison Sterckeman[48].
- Le Secteur pavé de Mérignies à Avelin sur le parcours de la course cycliste Paris-Roubaix.

### Personnalités liées à la commune
- Alexandre des Rotours (1806-1868), maire d'Avelin  de 1846 à 1868.
- Robert Eugène des Rotours (1833-1895), maire d'Avelin de 1868 à 1888.
- Raoul Gabriel Ghislain des Rotours (1860-1900), né et mort à Avelin, maire d'Avelin de 1888 à 1900.
- Guillaume des Rotours (1888-1970).
- Robert des Rotours (1891-1980).
- Madeleine Caulier.

### Héraldique
|  | Les armes d'Avelin se blasonnent ainsi : « De gueules au chef d'hermines ». |

## Pour approfondir